# Гідрогель
Гідрогель — це двофазний матеріал, суміш пористих і проникних твердих речовин і щонайменше 10% води або іншої внутрішньотканинної рідини.
Тверда фаза - це нерозчинна у воді тривимірна мережа полімерів, яка поглинула велику кількість води або біологічних рідин. Гідрогелі мають кілька застосувань, особливо в біомедичній сфері, наприклад, у гідрогелевих пов’язках. Багато гідрогелів є синтетичними, але деякі отримують із природних матеріалів. Термін «гідрогель» був введений у 1894 році.